# Leena Krohn
Leena Krohn (28 de febrero de 1947) es una escritora finlandesa. Su amplia producción se compone de novelas, cuentos, literatura infantil y juvenil y ensayos. Sus temas: la relación del hombre consigo mismo y con la realidad, la moral, la frontera entre realidad e ilusión.
Sus libros han sido traducidos al inglés, sueco, estonio, húngaro, ruso, japonés, letón, francés, búlgaro así como al noruego. Su novela corta Tainaron fue nominada para el premio World Fantasy.
Leena usaba ya internet en su trabajo literario en la segunda mitad de los años 1990. Colabora también junto con su hermana Inari Krohn, artista gráfica.
Basado en Ihmisen vaatteissa se rodó el largometraje Pelikaanimies en 2004, con guion de  Liisa Helminen.

## Premios
- Premio literario estatal finlandés 1971, 1975, 1977 y 1991
- Medalla Anni Swan 1979
- Premio Arvid Lydecken 1975
- Premio Kalevi Jäntti 1975
- Premio Finlandia 1992
- Premio Topelius 1993
- Vuoden kiila 1998
- Premio Protección de animales Topelius 1998
- Medalla Pro Finlandia 1997 (rechazado)
- Premio Nuori Aleksis 1999

## Obras
- Vihreä vallankumous (1970)
- Tyttö joka kasvoi ja muita kertomuksia (1973)
- Viimeinen kesävieras (1974)
- Kertomuksia (1976)
- Ihmisen vaatteissa (1976)
- Näkki (1979)
- Metsänpeitto (1980)
- Donna Quijote ja muita kaupunkilaisia (1983)
- Sydänpuu (1984)
- Tainaron (1985)
- Oofirin kultaa (1987)
- Rapina ja muita papereita (1989)
- Umbra (1990)
- Salaisuuksia (1992)
- (1992): Matemaattisia olioita tai jaettuja unia. Porvoo: WSOY. ISBN 951 0 18407 1.
- Tribar (1993)
- Älä lue tätä kirjaa (1994)
- Ettei etäisyys ikävöisi (1995)
- Kynä ja kone (1996)
- Pereat mundus (1998)
- Sfinksi vai robotti (1999)
- Mitä puut tekevät elokuussa (2000)
- Datura tai harha jonka jokainen näkee (2001)
- Kolme sokeaa miestä – ja yksi näkevä (2003)
- Unelmakuolema (2004)
- (2006): Tainaron: Postia toisesta kaupungista.
- (2006): Mehiläispaviljonki.

### En finés
- Web de Leena Krohn
- Risingshadow-sivusto

- Datos: Q693029
- Multimedia: Leena Krohn / Q693029